# Sonnenfahrt
Sonnenfahrt (isländisch Sólfar, englisch The Sun Voyager ) ist eine Skulptur in Reykjavík, Island, die vom Künstler Jón Gunnar Árnason (1931–1989) im Jahre 1986 geschaffen wurde.
Anlässlich des 200-jährigen Jubiläums der Stadt Reykjavík gab es im Jahr 1986 einen Wettbewerb. Sólfar wurde ausgewählt und das Original (Aluminiumskulptur, 42,5 × 88 × 36 cm.) wurde der Stadt Reykjavík übergeben. Die Skulptur wurde in voller Größe am heutigen Standort gebaut und am 18. August 1990 anlässlich des Jubiläums der Stadt Reykjavík enthüllt.
Die Skulptur befindet sich an der nördlichen Küstenstraße Sæbraut. Sie sollte ursprünglich zum Sonnenuntergang zeigen, wodurch sich der Name erklärt. Nach mehreren Planänderungen wurde sie mit Einverständnis des Künstlers an ihrem endgültigen Standort nach Norden zeigend installiert. Aus Edelstahl bestehend, ähnelt sie einem Wikingerschiff und gehört zu den meist fotografierten Kunstwerken in Reykjavík. Unterschiedliche Licht- und Wetterverhältnisse sorgen für Abwechslung. Bei Sonnenauf- und Sonnenuntergang scheint das Metall zu glühen.
Der Wikinger Ingolfur Arnarson soll hier als erster dauerhafter Siedler seinen Hof errichtet haben.